# Svída střídavolistá
Svída střídavolistá (Cornus alternifolia) je opadavý keř až strom s jednoduchými střídavými listy, pocházející ze Severní Ameriky. V České republice je občas pěstován jako okrasná dřevina.

## Charakteristika
Svída střídavolistá je keř až nevysoký strom s vodorovně odstávajícími a patrovitě uspořádanými větvemi. Letorosty jsou zelené a lysé. Listy jsou střídavé, 6 až 12 cm dlouhé, obvykle nahloučené na koncích větví. Čepel listů je elipticky vejčitá, na rubu nasivělá a přitiskle chlupatá, s 5 až 6 páry postranních žilek. Květy jsou bílé, drobné, ve 4 až 6 cm širokých polokulovitých vrcholících. Plody jsou modročerné ojíněné peckovice na červených stopkách, dosahující velikosti 6 až 8 mm.
Druh je přirozeně rozšířen ve východních oblastech USA. Roste převážně v pobřežních křovinách, bažinách a na okrajích lesů.

## Využití
Svída střídavolistá je v České republice občas pěstována jako okrasná a sbírková dřevina. Je uváděna např. z Pražské botanické zahrady v Tróji a z Dendrologické zahrady v Průhonicích.
Existují i pestrolisté a velmi ozdobné kultivary, např. 'Golden Shadow' se široce žlutě lemovanými listy.